# مهرداد دوم
مهرداد دوم (اشک نهم) نهمین شاهنشاه اشکانی است که از ۱۲۴ تا ۹۱ پ.م سلطنت کرد. لقب «بزرگ» را به دلیل مقتدر بودن در همه امور حکومت تا نظامی و نظم و سازمان دادن به تمام امور ایران و برقرار کردن اقتدار مطلق پادشاه بعد از دوره هرج و مرج بعد از مرگ فرهاد دوم به او داده‌اند. وی هنگامی به شاهی رسید که ایران از هر سو آماج تهاجم اقوام مختلف شده بود و در درون کشور نیز مخالفان از هر سو برای به‌دست آوردن قدرت به مقام پادشاه حمله می‌کردند. مهرداد با دلاوری و درایت تمام نواحی اشغال شده را پس گرفت و مرزهای ایران را در شرق تا کوه‌های هیمالیا و در غرب تا میان‌رودان رساند. در زمان پادشاهی او دولت اشکانی به یکی از بزرگترین قدرت‌های زمان خود تبدیل شد. این شاه یکی از شاهان بزرگ اشکانی است و در زمان او ایران بر سکاها و مردمان صحراگرد که از طرف شمال فشار بر ممالک ایران می‌نمودند فائق آمد و مهرداد چنان شکست سختی به آنها داد که دیگر تا مدت‌ها متعرض ایران نشدند و نیز از زمان این شاه ایران در مرحله‌ی جدیدی داخل شد. توضیح آنکه دولت عالمگیر روم تمام عالم غرب را تسخیر کرده به سرحدات ایران نزدیک گردید و اوضاع جدیدی در آسیای غربی پیش آمد. در زمان پادشاهی او ایران و روم هم‌مرز شدند. خلاصه اوضاع در چند کلمه این است: از یک طرف دولت جمهوری روم (بعدها امپراتوری روم) تسخیر ایران و هند را برای تکمیل جهانداری خود لازم می‌دید و از طرف دیگر ایران که به طرف غرب بسط و توسعه می‌یافت با این حریف قوی و زبردست که عالم را عاجز کرده‌بود قهراً مواجه می‌شد. در نتیجه این پیشامدهای تاریخی ایران و روم در مدت چند قرن با هم بر سر تقسیم عالم در مبارزه و جنگ بودند و کشمکش اشکانیان با رومی‌ها با فاصله‌هایی در سه قرن دوام یافت و پس از انقراض آنها هم سلسله این جنگ‌ها نگسست؛ چه ساسانیان نیز چنان‌که بیاید در مدت چهار قرن با رومی‌ها و یونانی‌ها در زد و خورد بودند.
وی همچنین به اوضاع داخلی ایران نظم و سازمان بخشید و اقتصاد شکوفایی را پایه‌ریزی کرد و فقر در کشور از بین رفت. طول دوره حکمرانی مهرداد بزرگ را یکی از عصرهای زرین و پرشکوه تاریخ ایران می‌خوانند.

## ریشه و معنای نام
«میتریداتس» یونانی شدۀ نام ایرانی Mihrdāt به معنای «داده شده توسط میترا» نام خدای خورشید در ایران باستان است این نام خود از ایرانی قدیم Miθra-dāta- گرفته شده است. میترا در منابع زرتشتی شخصیت برجسته ای است که نقش حامی خوارنا یعنی جلال پادشاهی را ایفا می کند. میترا در دوره اواخر امپراتوری هخامنشی ایران نقش مهمی ایفا کرد و در طول دوره سلوکیان یونان به رشد خود ادامه داد، جایی که او با خدایان یونانی آپولون یا هلیوس یا خدای بابلی نبو مرتبط بود. نقش میترا در زمان اشکانیان به اوج خود رسید، که به گفته مورخ جدید، مارک یان اولبریخت، «به نظر می رسد که به دلیل مبارزات زرتشتیان علیه گسترش ادیان بیگانه در دوره هلنیستی بوده است».

## والدین
هویت پدر مهرداد دوم نامشخص است. به گفته مورخ رومی قرن دوم، جاستین، مهرداد دوم پسر سلف خود، اردوان اول بود. با این حال، لوحی به خط میخی متعلق به ۱۱۹ قبل از میلاد، مهرداد دوم را نقل می کند. «از گوتیان که برادرم اردوان را کشتند، و من در مقابل آنها (لشکر) برپا کردم و با آنها جنگیدم، در میان آنها قتل بزرگی انجام دادم، جز دو نفر».
- پسر فریاپت: به گفته وستا سرخوش کورتیس (۲۰۱۹)، مهرداد دوم از اردوان اول به عنوان برادرش به خط میخی یاد می‌کرد. او استدلال می‌کند که مهرداد دوم پسر فریاپت (همچنین فریاپاتاک نوشته می‌شود)، که توسط یک استراکون ایجاد شده در ۹۱/۹۰ قبل از میلاد در نسا نیز تأیید می شود. بر روی استراکون، از پادشاه اشکانی، به احتمال زیاد گودرز یکم، پسر مهرداد دوم، به عنوان «شاه آرشاک، نوه فریاپاتک [که] پسر برادرزاده آرشاک است» نام برده شده است.فرزند اردوان یکم: اولبریخت، با این حال، پیشنهاد می کند که میتریدات دوم برادر اردوان اول نبود، بلکه پسر او بود. او بیان می کند که مهرداد دوم در زمان سلطنتش مردی میانسال بوده است، زیرا فریاپت در سال ۱۷۶ قبل از میلاد درگذشت. به گفته اولبریخت، «گرچه غیرممکن نیست، اما از نظر تاریخی بعید است که رقبای طبیعی مهرداد دوم برای تاج و تخت، پسران فرهاد دوم و مهرداد یکم باشند.» از این برادر به نام اردوان به خط میخی به عنوان پادشاه یاد نمی شود و به احتمال زیاد افسری عالی رتبه بوده که در جنگ جان باخته است.[۵]

## لشکرکشی‌های مقدماتی در میان رودان و قفقاز
در زمان آغاز حکومت او، امپراتوری اشکانی تحت فشارهای نظامی در غرب و شرق بود. چندین شکست تحقیرآمیز به دست عشایر شرقی، قدرت و اعتبار پادشاهی را از بین برده بود. مهرداد دوم به سرعت وفاداری فرمانروای پادشاهی میشان، هیسپائوسین، را که در اصل با اشکانیان جنگیده بود به دست آورد و در سال ۱۲۷ قبل از میلاد برای مدت کوتاهی بابل را تصرف کرد. هیسپائوسینوس تخت چوبی آرشاک را به عنوان هدیه ای به خدای بیل، به مهرداد دوم بازگرداند. مهرداد دوم اکنون چشمان خود را به الیمائی معطوف کرد که در ابتدا تحت حکومت مستقیم اشکانیان بود، اما پس از مرگ اردوان یکم توسط پادشاه مستقل ایلامی پیتیت تصرف شده بود. مهرداد دوم به الیمائی حمله کرد و شوش را تصرف کرد. سپس در نبرد نهایی با پیتیت روبرو شد و او را شکست داد و الیمائی را فتح کرد. تقریباً در همان زمان هیسپائوسینس درگذشت و فرمانده اشکانی سیندات به عنوان والی میشان منصوب شد.
اولین بار در زمان مهرداد دوم بود که حکومت اشکانی تا قفقاز گسترش یافت. او متوجه موقعیت استراتژیک ارمنستان بین آسیای صغیر، قفقاز و ایران شد. در حدود ۱۲۰ قبل از میلاد، مهرداد دوم به ارمنستان حمله کرد و پادشاه آن آرتاوازد یکم را وادار به پذیرش فرمانروایی اشکانیان کرد. آرتوازد یکم مجبور شد که  تیگران را که یا پسر یا برادرزاده او بود، به اشکانیان گروگان بدهد. کنترل بر ارمنستان یکی از اساسی ترین اهداف سیاست اشکانی تا پایان سلسله باقی خواهد ماند. سایر پادشاهی‌های قفقاز مانند ایبریا نیز به احتمال زیاد به یک دولت وابسته اشکانی و احتمالاً آلبانی قفقاز تبدیل شدند. گردش گسترده سکه های اشکانی در ایبریا، همراه با ارمنستان و آلبانی قفقاز، نشان می دهد که این پادشاهی ها تحت تأثیر نفوذ اشکانیان قرار گرفته اند. بر اساس اسناد بابلی، بابل دائماً از حملات اعراب رنج می برد که مهرداد دوم را به شدت برانگیخته بود. در بهار ۱۱۹ قبل از میلاد، یک نیروی اشکانی شکستی را به اعراب وارد کرد که به اندازه‌ای سنگین بود که آنها را مجبور به توقف حملات خود برای مدتی کرد. مشخص نیست که این نیرو توسط مهرداد دوم رهبری می شد یا یک فرمانده اشکانی. نیروهای اشکانی به احتمال زیاد پس از آن، ظاهراً برای پیوستن به لشکرکشی آتی علیه عشایر در شرق، عازم ماد شدند.
منافع اشکانیان نیز به سمت سوریه معطوف شد، که برای اولین بار توسط اشکانیان پس از شکست فرهاد دوم (۱۳۲-۱۲۷ قبل از میلاد) پادشاه سلوکی (باسیلیوس) آنتیوخوس هفتم سیدت (حکمرانی ۱۳۸-۱۲۹ قبل از میلاد) در سال ۱۲۹ قبل از میلاد درخواست شده بود. در سال ۱۱۴/۱۱۳ قبل از میلاد، مهرداد دوم شهر مهم سلوکی دورا-اوروپوس را که در کنار رود فرات قرار داشت، تصرف کرد. قلمرو سلوکی در این زمان ضعیف و درگیر جنگها و منازعات داخلی بی‌وقفه برای کسب قدرت علیه نبطی‌ها، پادشاهان محلی مختلف، یهودیان و شهرهای یونانی در سوریه و فنیقیه بود.

## نبردها
مهرداد پس از نشستن بر تخت شاهی، نخست بابل را از تازیان پس گرفت و سپس لشکر به ارمنستان کشید. وی در سال ۱۱۳ پ.م. سراسر میان‌رودان را به دست آورد و آنگاه رو به شرق نهاد.
پیش از رسیدن مهرداد به شاهی، در حدود سال ۱۳۳ پ. م در شرق، سکاها به مرزهای ایران و بلخ تاختند، دولت بلخ را نابود کردند و دولت‌های کوچک یونانی را تا نزدیک هندوستان از میان بردند. آنها به داخل ایران نیز هجوم آوردند و پارت و گرگان را لگدکوب اسبان خود کردند. گروهی از آنان به سیستان و باختر رفت و حکومتی سکایی پدیدآوردند و از این پس سرزمین زرنگ سکستان (سیستان) نامیده شد. حتی اردوان یکم  شاه ایران که پدر مهرداد دوم بود، نیز در نبردی با آنان کشته شد.
مهرداد با نبردی سهمگین سکاها را چنان شکست داد که دیگر مدت‌ها متعرض ایران نشدند. او پارت و هرات را آزاد کرد و دولت سکایی سیستان را وابسته به دولت اشکانی کرد. وی همچنین مرو و بخش‌هایی از فرارود را نیز تصرف کرد.
او همچنین در نبردی که در شمال عربستان کنونی انجام شد، چادرنشینان تازی را که قصد وارد شدن به قلمرو حکومت اشکانی را داشتند، شکست سختی داد و آنها را تا مرکز بیابان عربستان عقب راند.

### نبرد در شرق
به گفته جاستین، مهرداد دوم انتقام مرگ «والدین یا اجداد» خود (ultor iniuriae parentum) را گرفت که نشان می‌دهد او با تخارها که اردوان یکم و فرهاد دوم را کشته بودند جنگید و شکست داد. مهرداد دوم باختر غربی را نیز از سکاها بازپس گرفت. ضرب سکه اشکانی و گزارش های پراکنده حاکی از آن است که مهرداد دوم بر باختر، کامپیرتپا و ترمذ حکومت می کرد، به این معنی که او سرزمین هایی را که توسط همنامش مهرداد اول (ح. ۱۷۱ - ۱۳۲ قبل از میلاد) فتح شده بود، دوباره فتح کرده بود. کنترل بر آمودریای میانی از جمله آمول برای اشکانیان، به منظور خنثی کردن تهاجمات عشایر از فرارودان، به ویژه از سغد حیاتی بود. ضرب سکه های اشکانی در باختر غربی و آمودریا تا زمان سلطنت گودرز دوم (ح. ۴۰-۵۱ پس از میلاد) ادامه یافت.
تهاجمات عشایری به استان شرقی اشکانی زرنگ نیز رسیده بود، جایی که فرمانروایی قوی ساکاها ایجاد شده بود، و بدین ترتیب نام سکستان ("سرزمین ساکا") به وجود آمد. این کوچ نشینان احتمالاً به دلیل فشاری که اردوان یکم و مهرداد دوم بر آنها در شمال وارد می کردند، به این منطقه مهاجرت کرده بودند. بین سالهای ۱۲۴ تا ۱۱۵ قبل از میلاد، مهرداد دوم ارتشی را به رهبری ژنرال خاندان سورن برای بازپس گیری به منطقه فرستاد. پس از اینکه سکستان دوباره به قلمرو اشکانی ملحق شد، مهرداد دوم منطقه را به سردار سورنی به عنوان شاهنشاهی خود پاداش داد. گستره شرقی امپراتوری اشکانی تحت فرمان مهرداد دوم تا رخج می رسید.

### گسترش به سمت غرب و ارتباط با رومیان
تیگران تا قبل از میلاد در دربار اشکانی گروگان باقی ماند. 96/95 قبل از میلاد، زمانی که مهرداد دوم او را آزاد کرد و به عنوان پادشاه ارمنستان منصوب شد. تیگران منطقه ای به نام «هفتاد دره» در دریای خزر را یا به عنوان گرو یا به دلیل درخواست مهرداد دوم به وی واگذار کرد. دختر تیگران، آریازات نیز با پسر مهرداد دوم ازدواج کرده بود، که توسط مورخ معاصر ادوارد دبرووا پیشنهاد شده است که اندکی قبل از جلوس او بر تاج و تخت ارمنستان به عنوان تضمین وفاداری او رخ داده است. تیگران تا پایان دهه 80 قبل از میلاد به عنوان دست نشانده اشکانیان باقی ماند. سال بعد، مهرداد دوم به آدیابنه، گوردین و اسروئن حمله و این شهرها را فتح کرد و مرزهای غربی قلمرو اشکانی را به فرات تغییر داد. در آنجا اشکانیان برای اولین بار با رومیان روبرو شدند. در سال 96 قبل از میلاد میتریدات دوم یکی از مقامات خود به نام اوروباز را به عنوان فرستاده ای نزد سولا فرستاد. با افزایش قدرت و نفوذ رومیان، اشکانیان به دنبال روابط دوستانه با رومیان بودند و بنابراین می خواستند به توافقی برسند که احترام متقابل بین دو قدرت را تضمین کند. مذاکراتی دنبال شد که در آن سولا ظاهراً دست برتر را به دست آورد که اوروباز و اشکانیان را مانند التماس کنندگان جلوه داد. اوروباز به همین علت بعداً اعدام شد.

## سیاست داخلی
پس از پیروزی‌هایی که ذکر آن رفت، مهرداد فرصت یافت تا به امور داخلی کشور بپردازد. او نخستین کس از خاندان اشکانی است که خود را شاهنشاه خواند و ادعا کرد که خاندان اشکانی از نسل اردشیر دوم هخامنشی است. این کار او اقدامی آگاهانه بود تا اشکانیان را ادامه دهنده هویت ایرانی نشان دهد و همین‌طور این کار حکومت اشکانیان را در پرتو ارتباط یافتن با هخامنشیان بر حق جلوه داد.
مهرداد دوم به فرهنگ، آداب و سنن ایرانی بسیار پای بند بود. وی با تلاشی خستگی ناپذیر بر آن شد تا فرهنگ ایرانی را از مظاهر فرهنگ یونانی هلنی پاک کند.
در عرصه بازرگانی و سر و سامان دادن به اقتصاد کشور، مهرداد اقدامات بسیاری کرد و در روزگار او بود که راه بازرگانی ایران به چین که در تاریخ به «راه ابریشم» معروف است، گشوده شد. از این پس مبادلات کالا میان چین، هند و برخی سرزمین‌های دیگر موجب شکوفایی اقتصاد کشور گردید.

## سیاست خارجی
در سال ۱۲۱ قبل از میلاد، چینی ها تحت فرمان امپراتور ووهان، شیونگنو را در شرق شکست داده بودند و با قدرت به سمت غرب گسترش می یافتند. در فرغانه چینی ها با حوزه نفوذ اشکانیان مواجه شدند. یک هیئت چینی به دربار اشکانی برای سال ۱۲۰ ق.م به‌طور مستند عنوان شده است. در سال بعد جاده ابریشم به روی تجارت باز شد. قدرت و رفاه امپراتوری تحت فرمان میتریداتدوم توسط یک مسافر چینی به شرح زیر توصیف شده است:
"آنکسی (پارتی) چندین هزار لی در غرب منطقه یوئژی بزرگ واقع شده است. مردم در زمین مستقر هستند، مزارع کشت می کنند و برنج و گندم می کارند. آنها همچنین از انگور شراب می سازند. آنها شهرهایی مانند مردم دایوان (فرغانا)، منطقه ای که شامل چند صد شهر با اندازه های بسیار متنوع و بزرگ است، حصار کشیده اند. چند هزار لیی مربع برخی از ساکنان آن تاجرانی هستند که با گاری یا قایق به کشورهای همسایه سفر می کنند و گاه چندین هزار لیی سفر می کنند. سکه های کشور از نقره ساخته شده و چهره پادشاه را نشان می دهد. هنگامی که پادشاه می میرد، بلافاصله واحد پول تغییر می کند و سکه های جدیدی با چهره جانشین او منتشر می شود. شمال یانکای و لیکسوان (هیرکانیا) تیائوزی (بین النهرین) چندین هزار لی در غرب آنکسی (پارتی) واقع شده و با دریای غربی (خلیج فارس) هم مرز است. گرم و نم است و مردم با زراعت مزارع و کاشت برنج زندگی می کنند. در این منطقه پرندگان بزرگی زندگی می کنند که به اندازه گلدان تخم می گذارند. مردم بسیار زیاد هستند و توسط بسیاری از رؤسای خرده پا اداره می شوند. حاکم آنکسی(پارتی) به این سران دستور می دهد و آنها را دست نشانده خود می داند. مردم در انجام ترفندهایی که چشم را شگفت زده می کند بسیار ماهر هستند.»

## سرزمین‌های غربی و رومیان
به دلیل اهمیت سرزمین‌های غربی ایران و میان‌رودان، مهرداد در سال ۹۴ پ.م. به سرزمین‌های شمالی میان دجله و فرات تاخت و پس از کسب پیروزی‌هایی در این منطقه، رود فرات را به عنوان مرز غربی ایران تعیین کرد. وی همچنین در امور ارمنستان که دارای اهمیت بسیاری بود دخالت کرد.
در سال ۹۶ پ.م. حکومت جمهوری روم در راستای سیاست جهانگشایانه خود به کرانه غربی رود فرات رسیدند و مصمم بودند که ایران و هند را به قلمرو خود ضمیمه کنند. فرمانده قوای روم شخصی به نام لوکیوس کورنلیوس سولا بود. مهرداد به خاطر گرفتاری‌های زیادی که در آن زمان برای اشکانیان پیش آمده بود، صلاح دید که با رومیان وارد جنگ نشود، لذا به آنان پیشنهاد صلح کرد. این پیمان بسته شد، ولی نماینده حکومت اشکانی به دلیل تحقیری که سولا بر او روا داشته بود، در بازگشت اعدام شد.

## پایان زندگی مهرداد
در پایان زندگی مهرداد دوم (حدود ۸۷ پ. م) در شرق و غرب قلمرو اشکانیان تهاجماتی صورت گرفت. تیگران (Tigranes) شاه ارمنستان از مرگ مهرداد بهره جست و بخش شمالی میان‌رودان را تصرف کرد.
در این زمان گودرز که در زمان مهرداد دوم در بابل قیام کرده بود، برای مدت کوتاهی به شاهنشاهی رسید. ارد یکم گودرز را از حکومت انداخت و پس از دوره کوتاهی سیناتروک بر جای او به شاهنشاهی نشست.
آخرین سال‌های حکومت مهرداد دوم در دوره‌ای اتفاق افتاد که از نظر علمی به عنوان «عصر تاریک پارتیان» نامیده شد، که به دوره‌ای سه دهه در تاریخ امپراتوری اشکانی اشاره دارد که از مرگ (یا سال‌های آخر) مهرداد دوم شروع می‌شود. به دلیل فقدان اطلاعات روشن در مورد وقایع این دوره در امپراتوری، به جز یک سلسله سلطنت، ظاهراً به‌طور مشترک، از آن به عنوان "عصر تاریک" یاد می شود. تنها با آغاز سلطنت ارد دوم در حدود ۵۷ قبل از میلاد، که سلسله فرمانروایان اشکانی را می توان دوباره به طور قابل اعتمادی ردیابی کرد. سکه‌ها، نقش برجسته‌ها و یادداشت‌های نجومی بابلی، گودرز را پسر و وارث مهرداد دوم می‌دانند. بر اساس یک نقش برجسته به شدت آسیب دیده در بیستون، گودرز به عنوان "ساتراپ ساتراپ ها" در زمان پدرش خدمت کرده است. پس از مرگ مهرداد دوم در سال ۹۱ قبل از میلاد، گودرز در بابل به عنوان پادشاه معرفی شد.